# Jevohn Shepherd
Jevohn Shepherd (Toronto, 8 aprile 1986) è un ex cestista, dirigente sportivo e allenatore di pallacanestro canadese con cittadinanza giamaicana.

## Carriera
Con il Canada ha disputato i Campionati mondiali del 2010 e due edizioni dei Campionati americani (2011, 2013).

## Palmarès
- Coppa d'Olanda: 1

Leida: 2012